# Jesenice (Příbrami járás)
Jesenice település Csehországban, a Příbrami járásban. Jesenice Sedlec-Prčice, Nedrahovice és Kosova Hora településekkel határos. Lakosainak száma 555 fő (2024. január 1.).

## Népesség
A település lakosságának változását az alábbi diagram mutatja:
| Lakosok száma | 941  | 915  | 794  | 552  | 512  | 494  | 531  | 551  | 544  | 555  |
|               | 1869 | 1890 | 1921 | 1950 | 1980 | 2001 | 2017 | 2019 | 2022 | 2024 |